# Henry Capel (1er baron Capel de Tewkesbury)
Henry Capel (1638 - 30 mai 1696) est un homme politique Anglais qui siège à la Chambre des communes entre 1660 et 1692. 

## Jeunesse
Henry Capel est né à Hadham Parva, Hertfordshire. Il est le fils d'Arthur Capel (1er baron Capel) et Elizabeth Morrison. Il est baptisé le 6 mars 1638. Son père est élevé à la pairie en 1641 et il est mort en combattant pour le roi dans les guerres civiles en 1649 alors qu'il est l'un des commandants de la garnison de Colchester . Le frère aîné de Henry est Arthur Capel (1er comte d'Essex). 

## Carrière
Il fonde les Jardins botaniques royaux de Kew. Plus tard, il est élu député de Tewkesbury au Parlement de la Convention. Il est investi Chevalier de l'Ordre du Bain, le 23 avril 1661. En 1661, il est réélu député de Tewkesbury au Parlement cavalier. Il est membre du Conseil privé d'Irlande, d'avril 1673 à mars 1684/85. Il est réélu député de Tewkesbury aux deux élections de 1679, et est membre du Conseil privé anglais, du 22 avril 1679 au 31 janvier 1680, et est premier lord de l'amirauté, entre 1679 et 1680. 
En 1689, il est élu député de Cockermouth et Lords du Trésor entre 1689 et 1690. Il est de nouveau investi en tant que conseiller privé, le 14 février 1689. Il est élu député de Tewkesbury en 1690 et siège jusqu'au 11 avril 1692, date à laquelle il est anobli en tant que baron Capel de Tewkesbury, dans le comté de Gloucester. Un an plus tard, il devient Lord justicier d'Irlande et à nouveau conseiller privé d'Irlande, en juin 1693. En 1695 et 1696, il est Lord Deputy d'Irlande. Son mandat en tant que Lord Deputy n'est pas considéré comme un succès car il est un Whig ferme et préside une administration profondément divisée entre Whigs et Tories, et il n'a rien fait pour que cette situation change. 
Il est décédé à l'âge de 58 ans à Chapelizod, comté de Dublin, et est enterré le 8 septembre 1696 à Little Hadham, Hertfordshire. La baronnie s'est éteinte avec lui. 

## Vie privée
Le 16 février 1659, il épouse Dorothy Bennet, fille de Richard Bennet. Le mariage est sans enfant, mais apporte une partie de ce qui est devenu plus tard le palais de Kew dans la famille Capel, ce qui conduit à le faire connaître sous le nom de Capel House. 